# Municipio de Grandfield
El municipio de Grandfield (en inglés: Grandfield Township) es un municipio ubicado en el condado de Eddy en el estado estadounidense de Dakota del Norte. En el año 2010 tenía una población de 22 habitantes y una densidad poblacional de 0,24 personas por km².

## Geografía
El municipio de Grandfield se encuentra ubicado en las coordenadas 47°48′11″N 99°13′49″O / 47.80306, -99.23028. Según la Oficina del Censo de los Estados Unidos, el municipio tiene una superficie total de 93.06 km², de la cual 92,82 km² corresponden a tierra firme y (0,26 %) 0,24 km² es agua.

## Demografía
Según el censo de 2010, había 22 personas residiendo en el municipio de Grandfield. La densidad de población era de 0,24 hab./km². De los 22 habitantes, el municipio de Grandfield estaba compuesto por el 95,45 % blancos, el 4,55 % eran amerindios. Del total de la población el 0 % eran hispanos o latinos de cualquier raza.